# Карате на Європейських іграх 2023
Змагання з карате на Європейських іграх 2023 року у Бельсько-Бяла пройшли з 22 та 23 червня 2023 року. Змагання пройшли на «Арені Бельсько-Бяла». Участь взяли 96 спортсменів з 33 країн.

## Медалісти

### Таблиця медалей
*   Країна-господарка ( Польща)
| Місце               | Країна              | Золото | Срібло | Бронза | Загалом |
| ------------------- | ------------------- | ------ | ------ | ------ | ------- |
| 1                   | Україна (UKR)       | 2      | 1      | 1      | 4       |
| 2                   | Іспанія (ESP)       | 2      | 0      | 1      | 3       |
| 2                   | Азербайджан (AZE)   | 2      | 0      | 1      | 3       |
| 4                   | Німеччина (GER)     | 2      | 0      | 0      | 2       |
| 5                   | Туреччина (TUR)     | 1      | 2      | 4      | 7       |
| 6                   | Австрія (AUT)       | 1      | 0      | 0      | 1       |
| 6                   | Албанія (ALB)       | 1      | 0      | 0      | 1       |
| 6                   | Хорватія (CRO)      | 1      | 0      | 0      | 1       |
| 9                   | Італія (ITA)        | 0      | 3      | 4      | 7       |
| 10                  | Греція (GRE)        | 0      | 2      | 2      | 4       |
| 11                  | Франція (FRA)       | 0      | 1      | 1      | 2       |
| 11                  | Швейцарія (SUI)     | 0      | 1      | 1      | 2       |
| 13                  | Болгарія (BUL)      | 0      | 1      | 0      | 1       |
| 13                  | Нідерланди (NED)    | 0      | 1      | 0      | 1       |
| 15                  | Польща (POL)*       | 0      | 0      | 2      | 2       |
| 16                  | Румунія (ROU)       | 0      | 0      | 1      | 1       |
| 16                  | Бельгія (BEL)       | 0      | 0      | 1      | 1       |
| 16                  | Вірменія (ARM)      | 0      | 0      | 1      | 1       |
| 16                  | Грузія (GEO)        | 0      | 0      | 1      | 1       |
| 16                  | Кіпр (CYP)          | 0      | 0      | 1      | 1       |
| 16                  | Люксембург (LUX)    | 0      | 0      | 1      | 1       |
| 16                  | Португалія (POR)    | 0      | 0      | 1      | 1       |
| Загалом (22 збірні) | Загалом (22 збірні) | 12     | 12     | 24     | 48      |

### Чоловіки
| Дисципліна  | Золото                 | Срібло                        | Бронза                 |
| ----------- | ---------------------- | ----------------------------- | ---------------------- |
| Ката        | Даміан Кінтеро (ESP)   | Алі Софуоглу (TUR)            | Юкі Уджіхара (SUI)     |
| Ката        | Даміан Кінтеро (ESP)   | Алі Софуоглу (TUR)            | Маттіа Бузато (ITA)    |
| До 60 кг    | Ерай Шамдан (TUR)      | Христос-Стефанос Ксенос (GRE) | Анджело Крешенцо (ITA) |
| До 60 кг    | Ерай Шамдан (TUR)      | Христос-Стефанос Ксенос (GRE) | Нікіта Філіпов (UKR)   |
| До 67 кг    | Турал Агаларзада (AZE) | Діонісіос Ксенос (GRE)        | Штефан Команеску (ROU) |
| До 67 кг    | Турал Агаларзада (AZE) | Діонісіос Ксенос (GRE)        | Мілош Сябецький (POL)  |
| До 75 кг    | Андрій Заплітний (UKR) | Даніеле Де Віво (ITA)         | Ерман Елтемур (TUR)    |
| До 75 кг    | Андрій Заплітний (UKR) | Даніеле Де Віво (ITA)         | Кантен Махаден (BEL)   |
| До 84 кг    | Алвін Каракі (ALB)     | Бріан Тіммерманс (NED)        | Міхал Бабош (POL)      |
| До 84 кг    | Алвін Каракі (ALB)     | Бріан Тіммерманс (NED)        | Мікеле Мартіна (ITA)   |
| Понад 84 кг | Анджело Квесич (CRO)   | Фатіх Шен (TUR)               | Асіман Гурбанлі (AZE)  |
| Понад 84 кг | Анджело Квесич (CRO)   | Фатіх Шен (TUR)               | Гогіта Арканія (GEO)   |

### Жінки
| Дисципліна  | Золото                  | Срібло                 | Бронза                       |
| ----------- | ----------------------- | ---------------------- | ---------------------------- |
| Ката        | Паола Гарсія (ESP)      | Елветія Тейлі (FRA)    | Георгіна Ксеноу (GRE)        |
| Ката        | Паола Гарсія (ESP)      | Елветія Тейлі (FRA)    | Ана Круз (POR)               |
| До 50 кг    | Беттіна Планк (AUT)     | Ермінія Перфетто (ITA) | Ірене Конту (CYP)            |
| До 50 кг    | Беттіна Планк (AUT)     | Ермінія Перфетто (ITA) | Серап Озчелік (TUR)          |
| До 55 кг    | Анджеліка Терлюга (UKR) | Івет Горанова (BUL)    | Дженніфер Варлінг (LUX)      |
| До 55 кг    | Анджеліка Терлюга (UKR) | Івет Горанова (BUL)    | Туба Якан (TUR)              |
| До 61 кг    | Рім Хаміс (GER)         | Аніта Серьогіна (UKR)  | Алессандра Манджікапра (ITA) |
| До 61 кг    | Рім Хаміс (GER)         | Аніта Серьогіна (UKR)  | Гульбахар Гозюток (TUR)      |
| До 68 кг    | Ірина Зарецька (AZE)    | Елена Квірічі (SUI)    | Аніта Макаян (ARM)           |
| До 68 кг    | Ірина Зарецька (AZE)    | Елена Квірічі (SUI)    | Алізе Ажьє (FRA)             |
| Понад 68 кг | Йоганна Кнір (GER)      | Кліо Ферракуті (ITA)   | Кіріакі Кідонакі (GRE)       |
| Понад 68 кг | Йоганна Кнір (GER)      | Кліо Ферракуті (ITA)   | Марія Торрес (ESP)           |